# Б'юна (Техас)
Б'юна (англ. Buna) — переписна місцевість (CDP) в США, в окрузі Джеспер штату Техас. Населення — 2137 осіб (2020).

## Географія
Б'юна розташована за координатами 30°26′34″ пн. ш. 93°57′38″ зх. д. / 30.44278° пн. ш. 93.96056° зх. д. (30.442711, -93.960689).  За даними Бюро перепису населення США в 2010 році переписна місцевість мала площу 15,58 км², з яких 15,57 км² — суходіл та 0,01 км² — водойми.

## Демографія
Згідно з переписом 2010 року, у переписній місцевості мешкали 2142 особи в 863 домогосподарствах у складі 616 родин. Густота населення становила 137 осіб/км².  Було 991 помешкання (64/км²).
Расовий склад населення:
| - 89,1 % — білих - 7,2 % — чорних або афроамериканців - 0,7 % — корінних американців - 0,4 % — азіатів |

До двох чи більше рас належало 1,9 %. Частка іспаномовних становила 3,1 % від усіх жителів.
За віковим діапазоном населення розподілялося таким чином: 23,6 % — особи молодші 18 років, 59,7 % — особи у віці 18—64 років, 16,7 % — особи у віці 65 років та старші. Медіана віку мешканця становила 40,7 року. На 100 осіб жіночої статі у переписній місцевості припадало 91,8 чоловіків;  на 100 жінок у віці від 18 років та старших — 89,6 чоловіків також старших 18 років.
Середній дохід на одне домашнє господарство  становив 41 976 доларів США (медіана — 33 281), а середній дохід на одну сім'ю — 50 344 долари (медіана — 39 828). За межею бідності перебувало 17,9 % осіб, у тому числі 35,3 % дітей у віці до 18 років та 5,7 % осіб у віці 65 років та старших.
Цивільне працевлаштоване населення становило 681 особа. Основні галузі зайнятості: освіта, охорона здоров'я та соціальна допомога — 34,5 %, будівництво — 16,0 %, роздрібна торгівля — 15,7 %.